# Pelletiera wildpretii
Pelletiera wildpretii är en viveväxtart som beskrevs av B. Valdes. Pelletiera wildpretii ingår i släktet Pelletiera och familjen viveväxter. Inga underarter finns listade i Catalogue of Life.